# ロジクール
株式会社ロジクール（英: Logicool Co Ltd.）は、コンピュータ周辺機器をはじめ、ゲーミング・ミュージック・ビデオなどの分野におけるデジタルデバイスを提供する企業。スイス・ローザンヌに本社を置くLogitech International S.A. (SIX: LOGN, NASDAQ: LOGI) の日本法人である。同社の製品を日本においてはLogicoolブランドで販売している。

## 概要
主に以下の製品を販売する。
- マウス・トラックボール・キーボード、デジタルペンなどの入力機器
- ゲーミング向け周辺機器（マウス・キーボード・ヘッドセット・ドライビングシミュレーター・フライトシミュレータ・ゲームコントローラなど）
- iPad・タブレット向けモバイルデバイス（充電スタンド・ケースなど）
- PCスピーカー・Bluetoothスピーカー
- ヘッドセット
- Webカメラ・ビデオ会議向け製品
- プレゼンテーション用ポインター

ゲーミング向け製品については特に「Logicool G」のブランドで販売している。
このほか、ポータブルスピーカーを開発する米国のアルティメット・イヤーズ (Ultimate Ears, UE)、スポーツに特化したイヤホンを開発する米国のジェイバード (Jaybird)、ゲーミング向けヘッドセットやアンプを開発する米国のASTRO Gaming、各社の製品に関して、日本ではロジクールが販売代理店となっている。
なお、スイス本社のLogitech (Logitech International S.A.) と日本のコンピュータ周辺機器メーカーであるロジテック株式会社 (Logitec Corp.) は無関係である。

## 沿革
- 1988年 - Logitech International S.A.の日本法人として株式会社ロジテックパシフィックが設立。
- 1996年 - 社名をロジクールに改称。
- 2013年3月 - 設立25周年[2]。
- 2013年4月 - ゲーミングに特化したブランド「Logicool G」スタート[3]。
- 2015年9月 - 日本におけるe-Sportsの活性化を目的としてLogicool G CUPを開催[4]。

## ブランドについて
世界的には「Logitech」ブランドで展開しているが、日本のみ「Logicool」ブランドで展開している。これは、Logitech日本法人設立の1988年当時すでに関東電子機器販売子会社のロジテック株式会社が存在していたためである。関東電子機器販売による「ロジテック」商標の出願は1974年と、Logitech本社創業の1981年より前であった。Logitech日本法人設立時の社号は「ロジテック・パシフィック」であり、1996年に現在の「ロジクール」へと改称した。
2015年7月に、Logitech Internationalがブランドロゴを変更するのに伴い、日本法人のロジクールもブランドロゴの変更を行っている。なお、現在のロゴは3代目にあたり、歴代のデザインは全てTimothy Wilkinsonというデザイナーが担当している。

## Logitech International S.A.

### 創業期

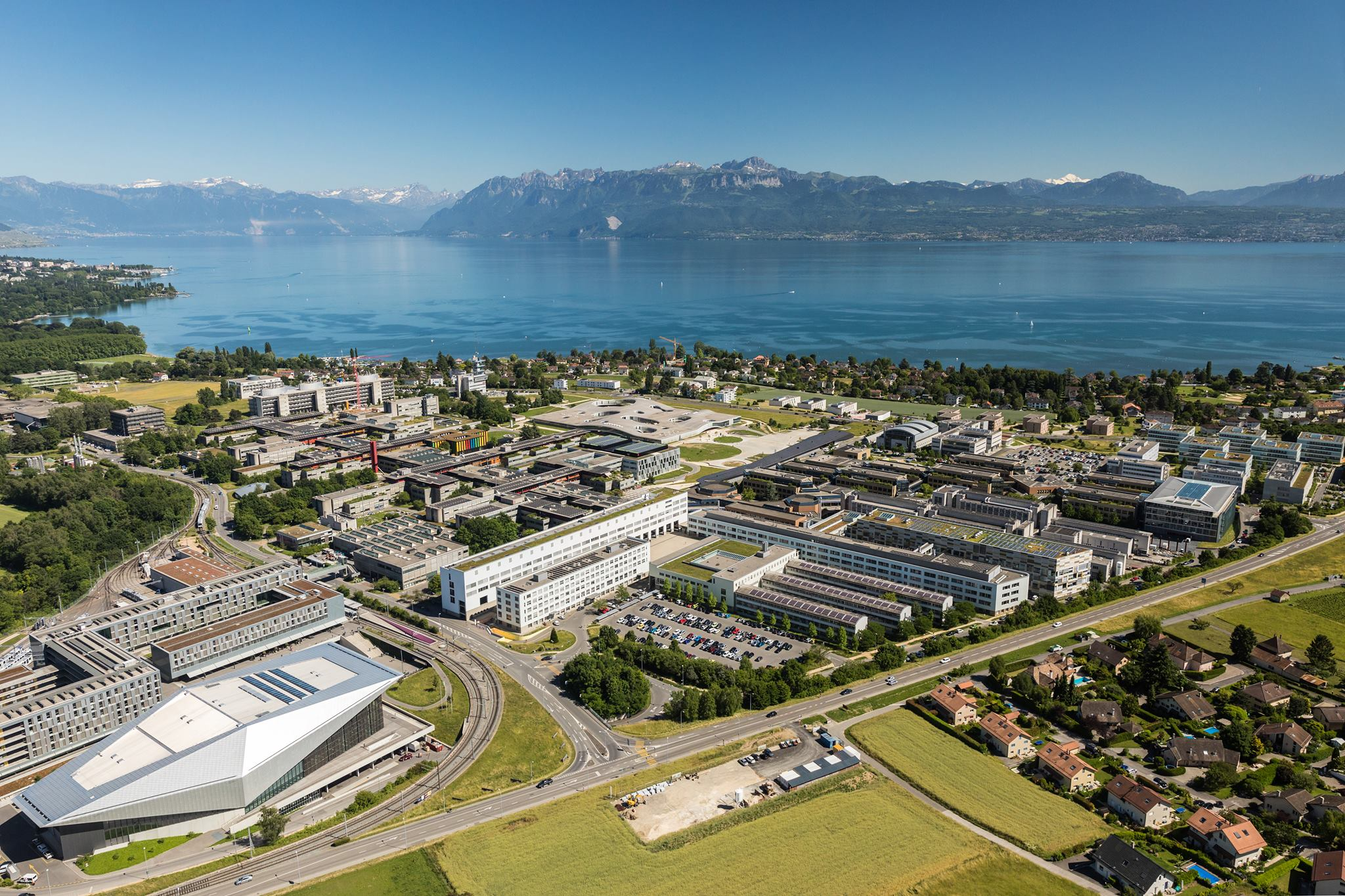
スイス・ローザンヌの本社
（写真右側の建物。中央は連邦工科大学）

Logitech起業のアイデアは1976年、アメリカ合衆国・スタンフォード大学での、スイス出身のダニエル・ボレル (Daniel Borel) とイタリア出身のピエルイジ・ザパコスタ (Pierluigi Zappacosta) の出会いに始まる。意気投合した2人は、ザパコスタの友人のジャコモ・マリーニ (Giacomo Marini) を巻き込み、同大学卒業後の1981年10月2日、スイス・ヴォー州のアプル（Apples）で、コンサルティング会社としてLogitech S.A.を設立した（1988年に現在の名称に変更）。社名はlogiciel（フランス語でソフトウェアの意）とtechnologyの合成に由来し、日本のリコー向けのグラフィカルエディタ開発が、会社設立の契機であった。設立翌年の1982年3月、リコーのサンノゼ拠点に近いという理由で、アメリカ・シリコンバレーにも拠点が設置された（当初のアメリカ拠点はパロアルト）。

### マウスメーカーとしての飛躍
設立当初はニッチなソフトウェア事業を模索していたが、スイス連邦工科大学ローザンヌ校のスタッフからマウスに関する知見を得て、1982年中にマウスの開発に着手、1983年の夏からLogitech製マウスの反響が出始め、マウス販売での成功が契機となり、事業の軸足を転換した。1984年に世界初のワイヤレスマウスを出荷、1985年に「Logi Mouse(Series 7)」を発表しリテール市場に進出、当時のマイクロソフト製マウスと比べ大幅なコストダウンを実現し大きな成功をおさめた。1988年7月にスイス証券取引所に上場、1989年に世界初の親指操作型トラックボール「Track Man」を発表した。1990年代に入りLogitechはマウスの世界最大手に成長したが、マウス以外のコンピュータ周辺機器事業の強化にも乗り出し、1994年に初のゲーミング向け製品を発表、1997年3月にNASDAQに上場した。

### デジタルデバイスメーカーとして
1998年2月、Appleのマーケティング担当上級副社長であったゲリーノ・デ・ルーカ (Guerrino De Luca: 現・会長) を社長兼CEOに加えたことで、デザイン性を重視した製品戦略が打ち出され、以降、売上と収益の急上昇を記録することになった。同年8月、アメリカ・カリフォルニア州のConnectix Corporationのハードウェア部門を買収し、Webカメラ・会議用カメラの製造を開始、2001年にアメリカ・ワシントン州のLabtec Inc.を買収・併合し、PCスピーカーなどのオーディオ事業を拡大、2005年にLogicool Gの前身となる「Gシリーズ」を開始し、ゲーミング分野の事業を本格化した。1984年にヒューレット・パッカードとApple向けのマウスを受注して以来、NECや東芝などのパソコン製品の部品受託製造（OEM）を行ってきたが、その後のリテール販売の伸びを受けて、2015年12月にOEM事業を終了した。2008年にアルティメット・イヤーズを、2016年にジェイバードを、2017年にASTRO Gamingを それぞれ買収し、子会社化した。現在はマウスやキーボードの世界最大手であると同時に、ゲーミング、ミュージック、ビデオ会議用デバイスなど多様なデジタル製品の比重も増加している。
マウス・キーボード・PCスピーカー・ヘッドセット・Webカメラ・多機能リモコン（日本では販売せず）の、アメリカにおける市場シェアは第1位であり、ゲーミング向け周辺機器ではRazerと共に世界の2強となっている。現在、アプルは登記上の本店所在地となっており、本社はスイスのローザンヌとアメリカ・シリコンバレーのNewarkに置かれている。
日本国内市場ではロジクール製品の人気が高く、2024年のゲーミングデバイス販売数ランキング「GameLens AWARD 2024」では複数の部門でロジクール（Logicool）製品が上位にランクインしている。例えばゲーミングマウスやキーボード部門では同社の製品が高い評価を得ており、市場シェアの大きさを示す結果となった。